# Michael Cretu
Michael Cretu o Curly M.C., pseudonimo di Mihai Crețu (Bucarest, 18 maggio 1957), è un musicista rumeno naturalizzato tedesco, noto per esser stato il marito e produttore della cantante pop Sandra e fondatore del progetto musicale Enigma negli anni novanta.

## Biografia
Studia pianoforte fin da giovane, presso la capitale Bucarest, per trasferirsi precocemente a Parigi nel 1968. Continua poi gli studi di musica a Francoforte sul Meno, in Germania, dove si trasferisce stabilmente dal 1975 circa e dove, tre anni dopo, si laurea al Conservatorio e comincia a collaborare con dei maestri della musica dance, uno per tutti Frank Farian, il cofondatore dei Milli Vanilli e dei Boney M. (gli autori del celebre brano Daddy Cool). Nel 1978 inizia a far parlare di sé come cantante solista, viene pubblicato l'album Moon, Light & Flowers. Da questo album è tratto il singolo Wild River pubblicato anche in Italia dall'etichetta Polydor. Nel 1983 inizia la lunga collaborazione con l'etichetta Virgin ed esce con un secondo album in lingua tedesca Legionäre, realizzato anche in versione inglese (Legionnaires) co-prodotto con Armand Volker.
In questo stesso periodo, durante le sessioni in studio con la band Arabesque conosce la cantante Sandra, per combinazione nata il suo stesso giorno e mese. Tra i due nasce un feeling sia sentimentale sia professionale. Cretu realizza tutte le produzioni musicali della cantante pop, successo che arriverà con la hit del 1985 Maria Magdalena alla quale ne seguiranno tante altre fino al 2002. Il 1985 è l'anno della sua consacrazione europea, in principio con la band Moti Special dove Cretu figura come vocalist, produttore e tastierista. La band realizza l'album Motivation, trascinato dai singoli Cold Days, Hot Nights, Don't Be So Shy e Stop! Girls Go Crazy. A seguire nello stesso anno il successo conseguito con il brano eurodance Samurai, contenuto nel suo terzo album, in edizione tedesca Die Chinesische Mauer (dedicato alla Muraglia Cinese) e The Invisible Man nella versione inglese.
Nel 1986 realizza il singolo Gambit che però non troverà alcuno spazio in un nuovo album. Verrà riproposto come inedito della riedizione in vinile e cassetta dell'album The Invisible Man destinata al solo mercato tedesco. Nel 1987 con l'amico cantante e bassista Tissy Thiers (della band Moti Special) realizza il singolo School's Out cover di Alice Cooper. Nonostante la copertina del singolo riporta l'indicazione che è tratto dal prossimo album Introducing, in quell'anno non ci sarà nessuna nuova uscita discografica. Nello stesso anno va citata la coproduzione con Mike Oldfield nel singolo The Time Has Come, tratto dall'album Islands dello stesso Oldfield. Non è l'unica collaborazione: tra la fine degli Anni 70, buona parte degli 80 e negli anni a seguire, Cretu ha collaborato con una infinità di artisti. Nello stesso anno il duo Cretu & Thiers realizza l'album Belle Epoque, trainato dal singolo When Love Is The Missing Word. Per diversi anni l'album è stato indicato nei cataloghi della casa discografica tedesca con il nominativo No More Trouble.
Nel 1990 nasce l'idea del progetto Enigma, dove Sandra figurerà come vocalist fino al 2003. L'intento era nascondersi dietro lo pseudonimo e lasciare che la musica fosse l'unico interesse principale. Questo segreto non resterà celato per moltissimo tempo. Cretu nell'album si mimetizza dietro lo pseudonimo Curly M.C., dove Curly sta per riccio in inglese, per via dei suoi capelli riccioluti. (e in rumeno significa "riccio", " dai capelli ricci") M.C. le iniziali, ovviamente, del nome e cognome. Il primo album s'intitola MCMXC a.D. (1990 Anno Domini, ossia 1990 d.C. l'anno della pubblicazione). L'idea base era quella di unire gli antichi canti gregoriani al suono delle moderne tastiere elettroniche, facendo nascere uno stile, all'epoca considerato tipicamente new-age. Il singolo d'esordio Sadeness (Part 1) è stato numero uno in 17 paesi e ha consentito all'album d'esordio di diventare un best seller. In America resterà nella Top 100 degli album più venduti per ben 5 anni. Nel 1992 Cretu realizza un nuovo progetto duo: Cretu + Cornelius. Insieme all'amico chitarrista Peter Cornelius realizzano un album in lingua tedesca con l'unione dei loro cognomi, esce nel solo mercato tedesco su etichetta Eastwest. La consacrazione del progetto Enigma arriva con un altro grande singolo Return To innocence (1994), il cui video diretto da Julien Temple ottenne una nomination agli MTV Videomusic Award.
Il progetto Enigma andrà avanti negli anni: Nel 1996 il terzo album Le roi est mort, vive le roi!, mentre nel 2000 il quarto album The Screen Behind the Mirror, dove Cretu aprirà le porte per la prima volta a dei cantanti esterni. La sua scelta ricade su Ruth-Ann Boyle, cantante degli Olive che nel 1997 ottennero un successo strepitoso con la hit You're Not Alone ed infine il cantante giamaicano Andru Donalds. Nel 2003, arriva il quinto lavoro Voyageur dove continuano a figurare come cantanti ospiti Ruth-Ann e Andru Donalds. Nel 2006 A posteriori, mentre nel 2008 il settimo album Seven Lives Many Faces che vedrà alternarsi come ospiti vocali Andru Donalds e la cantante Margarita Roig, nota cantante folkloristica dell'isola di Ibiza dove Cretu ha realizzato tutte le produzioni di Enigma fino a questo album.
Seguirà un periodo di silenzio, durato ben sei anni. Nel frattempo l'etichetta EMI (detentrice dei diritti di Enigma con la Virgin) viene ceduta al gruppo Universal Music. Nel 2016 Michael Cretu riprende con l'ottavo album di Enigma The Fall of a Rebel Angel, con nuovi cantanti ospiti. Il primo è Mark Josher (noto con il nome artistico Martchelo), un cantante brasiliano. Prescelto da Cretu in una competizione su Internet dedicata a Enigma, dove poi i fan vincitori hanno cantato in un brano inedito, MMX The Social Song, distribuito nella piattaforma SoundCloud. Secondo ospite, la cantante indonesiana Anggun. Infine la band inglese Aquilo.

## Vita privata
Il 7 gennaio 1988 Sandra e Cretu sono convolati a nozze; divorzieranno quasi vent'anni dopo, nel 2007. Hanno due figli, i gemelli Nikita e Sebastian.

## Discografia

### Album da solista
- 1979 – Moon, Light & Flowers
- 1983 – Legionäre
- 1985 – Die Chinesische Mauer

#### Album in coppia
- 1985 - Moti Special: Motivation
- 1988 - Cretu & Thiers: Belle Epoque
- 1992 - Cretu And Cornelius: Cretu + Cornelius

#### Enigma
- 1990: MCMXC a.D.
- 1993: The Cross of Changes
- 1996: Le roi est mort, vive le roi!
- 2000: The Screen Behind the Mirror
- 2003: Voyageur
- 2006: A posteriori
- 2008: Seven Lives Many Faces
- 2016: The Fall of a Rebel Angel